# Marc Delafontaine
Pour les articles homonymes, voir Delafontaine.
Marc Delafontaine (né en 1838 à Céligny et mort en 1911) est un chimiste suisse.

## Biographie
Delafontaine étudia à l'Académie de Genève, où il eut Charles Galissard de Marignac pour professeur de chimie.
En 1853, il devient maître à l'école primaire de Genève. En 1860, il est nommé lecteur de chimie à l'Académie de Genève et devient plus tard lecteur de minéralogie et de chimie organique.
En 1870, il part pour Chicago, où il est nommé professeur de chimie et de toxicologie au Collège médical des femmes. Il reste dans cette fonction pendant quatre ans, puis travaille comme chimiste indépendant.

## Œuvre
Spécialiste de l'analyse des terres rares, Delafontaine est connu pour avoir le premier observé l'holmium par spectroscopie (1878), en collaboration avec Jacques-Louis Soret. En 1879, Per Teodor Cleve sépara chimiquement l'holmium du thulium et de l'erbium. Les trois savants sont donc généralement crédités pour la découverte de cet élément.